# Palparites deichmuelleri
Palparites deichmuelleri là một loài côn trùng trong họ Kalligrammatidae thuộc bộ Neuroptera. Loài này được Handlirsch miêu tả năm 1906.